# Политицкий, Анатолий Петрович
Анатолий Петрович Политицкий (9 февраля 1931 год, Васильевка, Карасубазарский район, Крымская область — 2001 год, Васильевка, Белогорский район, Крымская область) — колхозник, бригадир садоводческой бригады колхоза имени XXI съезда Компартии Украины Белогорского района Крымской области. Герой Социалистического Труда (1971). Депутат Верховного Совета УССР 7 — 9 созывов.

## Биография
Родился 9 февраля 1931 года в семье потомственных садоводов в селе Васильевка Карасубазарского района (сегодня — Белогорский район) Крымской области. Получил среднее образование.
С 1947 года — работа в колхозе «Предгорье» Белогорского района Крымской области. Служил в Советской армии.
С 1955 года — звеньевой бригады и с 1962 года — бригадир садоводческой бригады колхоза имени XXI съезда КПСС села Васильевка Белогорского района Крымской области. Бригада Анатолия Политицкого ежегодно получала в среднем по 180—200 центнеров яблок с каждого гектара. В отдельные годы собиралось в среднем около 250 центнеров.
В 1964 году вступил в КПСС. Избирался делегатом XXIII и XXIV съездов КПСС и депутатом Верховного Совета УССР 7 — 9 созывов.
В 1971 году удостоен звания Героя Социалистического Труда.
После выхода на пенсию проживал в селе Пролом Белогорского района, где скончался в 2001 году.

## Награды
- Герой Социалистического Труда — указом Президиума Верховного Совета СССР от 8 апреля 1971 года
- Орден Ленина (дважды)